# Casa de Convalescència (Barcelona)
La Casa de Convalescència és un edifici situat als carrer del Carme, 47-49 i de les Egipcíaques, 16 del Raval de Barcelona, actual seu de l'Institut d'Estudis Catalans. Forma part del conjunt de l'Hospital de la Santa Creu, catalogat com a bé cultural d'interès nacional.

## Història i descripció

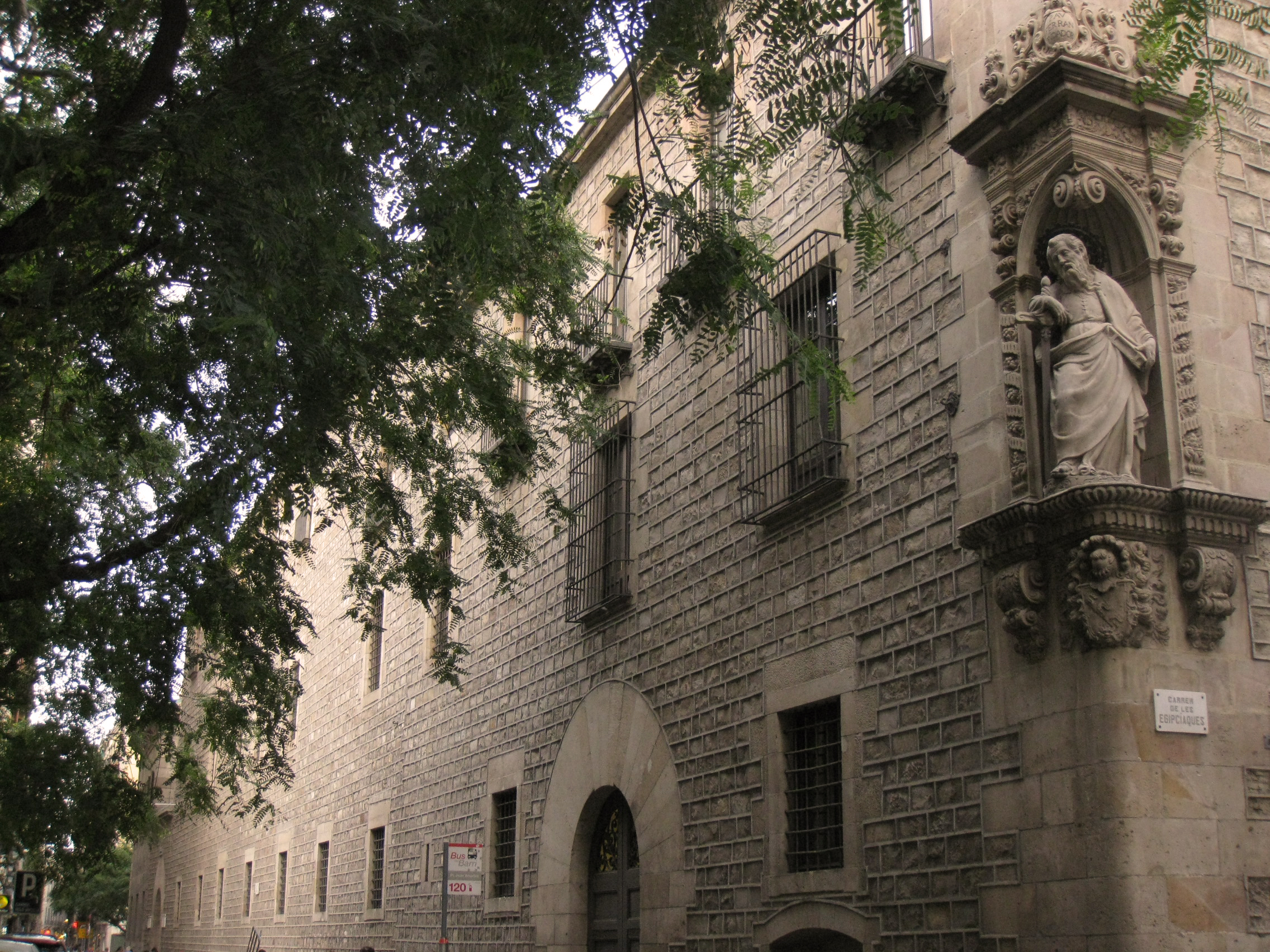
Façana al carrer del Carme

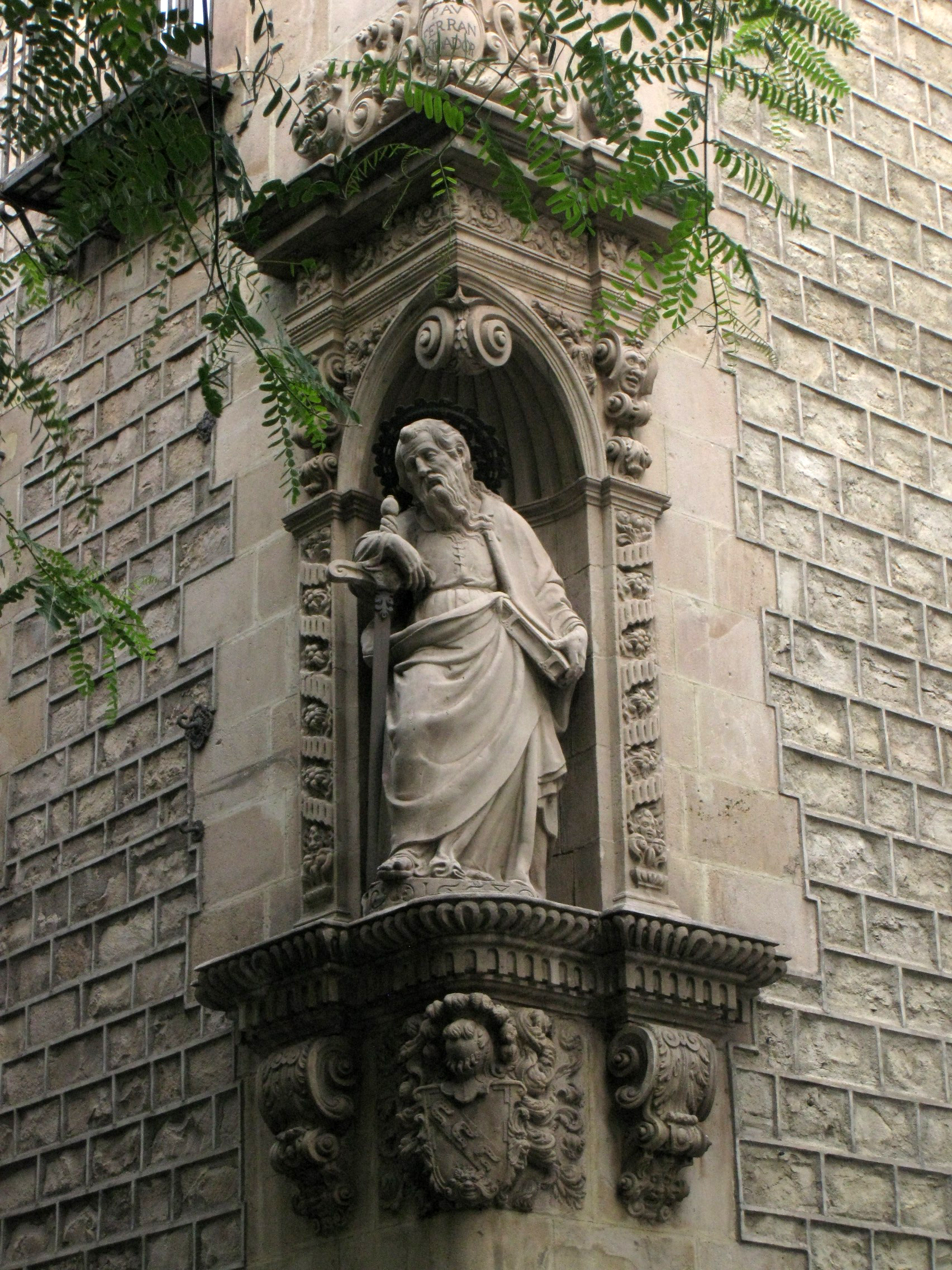
Escultura de Sant Pau, obra de Domènec Rovira el Jove

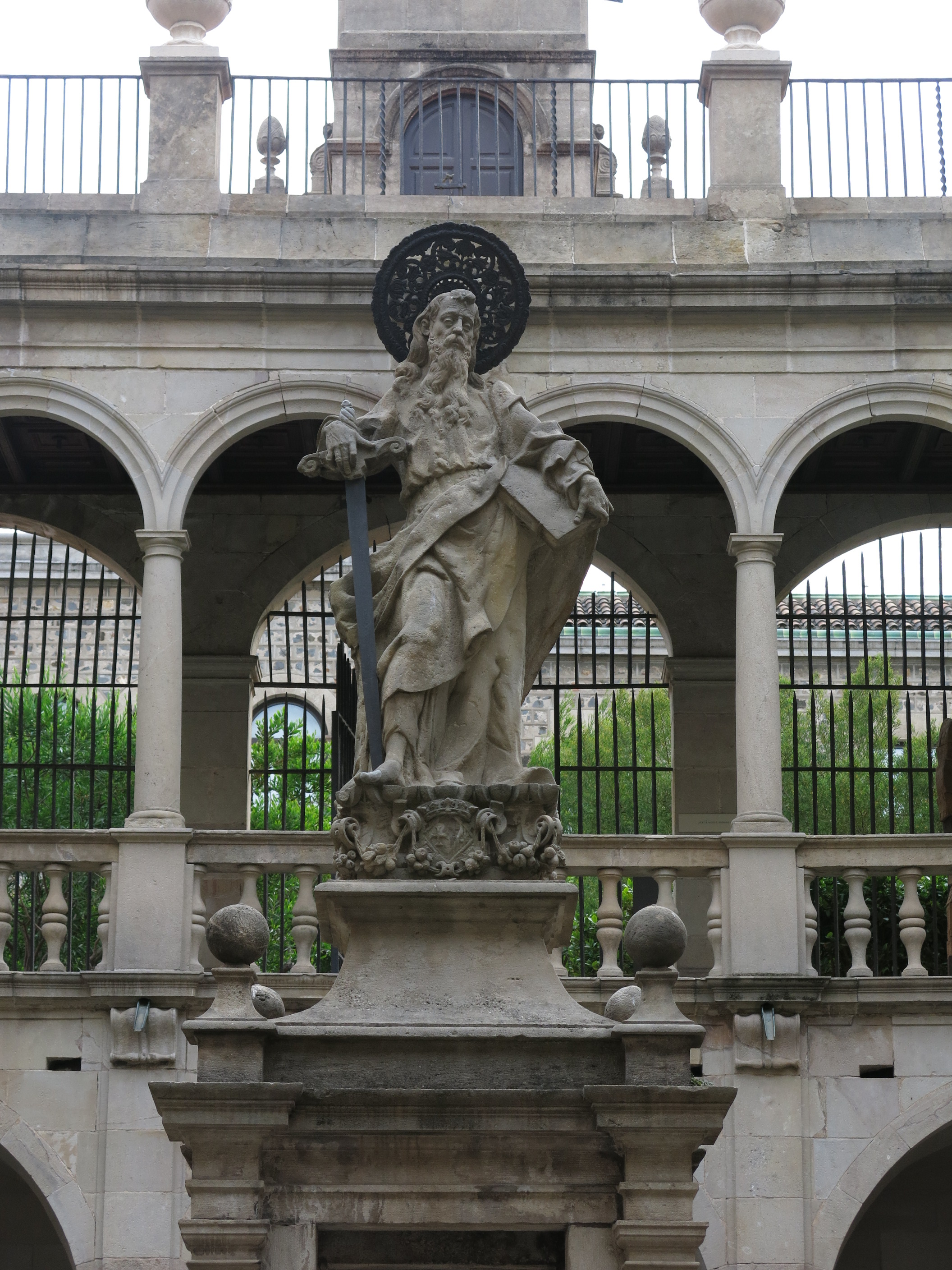
Escultura de Sant Pau, obra de Lluís Bonifaç el Vell

La primera pedra va ser col·locada el 25 de març del 1629, però a causa de la guerra i de la manca de recursos, les obres no s'emprengueren de debò fins al 1655 mercès a diversos llegats testamentaris, especialment el del mercader Pau Ferran. Els responsables foren els mestres de cases Pere Pau Ferrer i Pere Vidal i Puig, i els fusters Joan Mans, Francesc Aldabó i Francesc Puig, el darrer dels quals féu una maqueta de fusta del projecte. El 1675, les obres del claustre eren diriges pel mestre de cases Andreu Bosch, i tres anys més tard per Josep Juli.
Les façanes són austeres i tenen com a únic ornament la fornícula amb una imatge de Sant Pau a la cantonada del carrer de les Egipcíaques, obra de Domènec Rovira el Jove (1668). L'edifici és format per quatre crugies de dos pisos disposats entorn d'un pati central quadrat o claustre. La galeria inferior és formada per arcs de mig punt lleugerament rebaixats que recolzen sobre pilars quadrangulars, i es coberta per voltes d'aresta. La galeria superior és formada pel doble d'arcs, també de mig punt, sobre columnes toscanes que recolzen en una balustrada. Un pati enjardinat s'obre en una ala del primer pis.
La tipologia classicista del pati contrasta amb l'abarrocament de la capella decorada amb pintures murals de Josep Bal i una taula de Joan Grau Carbonell, que centra el retaule, atribuït a Lluís Bonifaç el Vell, que realitzà la imatge de pedra de Sant Pau sobre l'antiga cisterna al centre del pati. També són de Bonifaç les gàrgoles i bona part dels escuts.
Des del 1662 fins ben entrat el segle xviii, es realitzaren abundants rajoletes policromes com de cartabó (verdes i blanques) per a bon nombre de dependències, i el principal ceramista que les subministrava fou Llorenç Passoles, que realitzà el cicle de la vida de sant Pau (1679-1682) al mur del cancell d'accés.
El 1703, Antoni Viladomat i Manalt, un dels pintors barrocs catalans més preeminents, hi pintà la capella de Sant Pau.

## Galeria

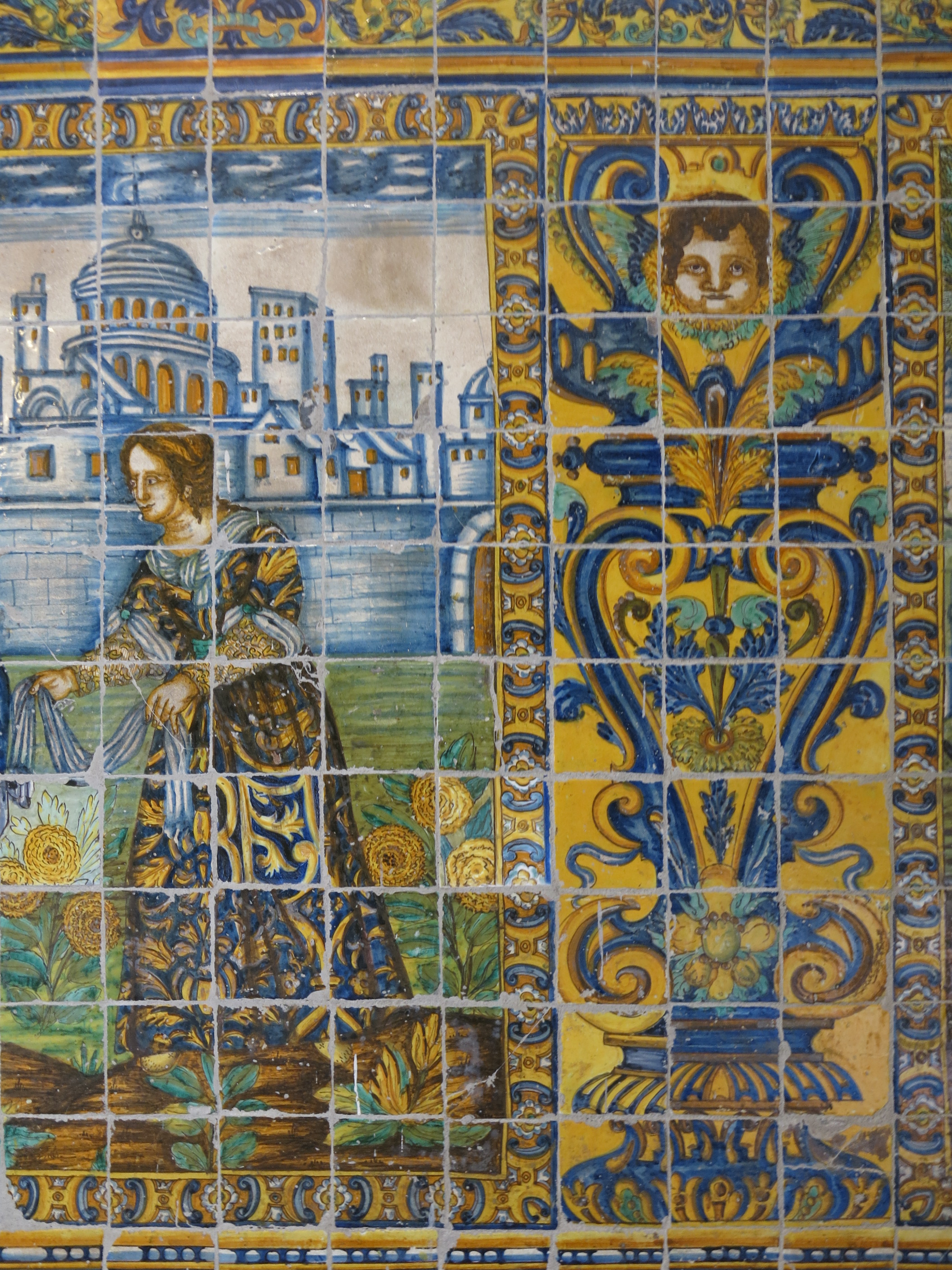
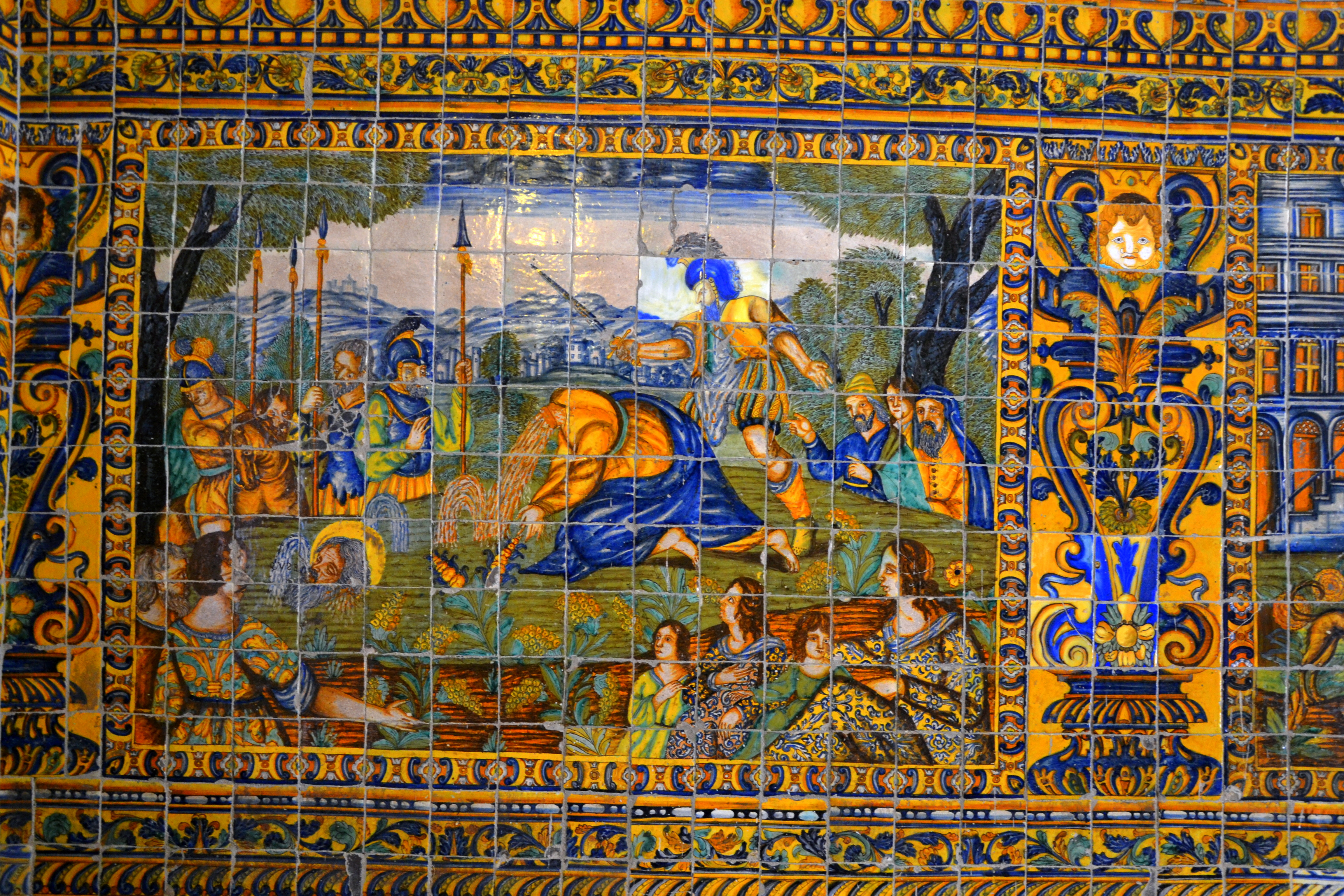
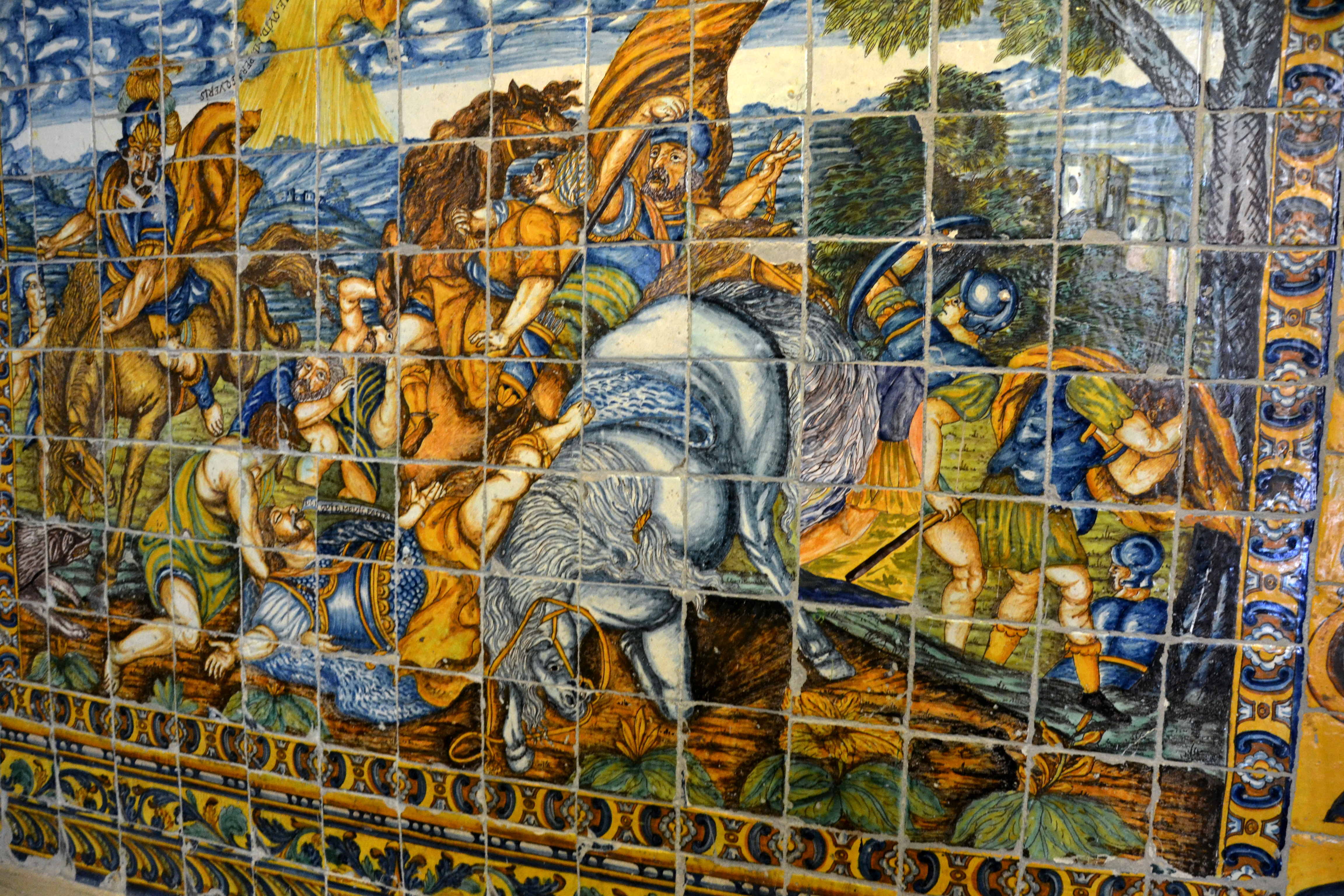
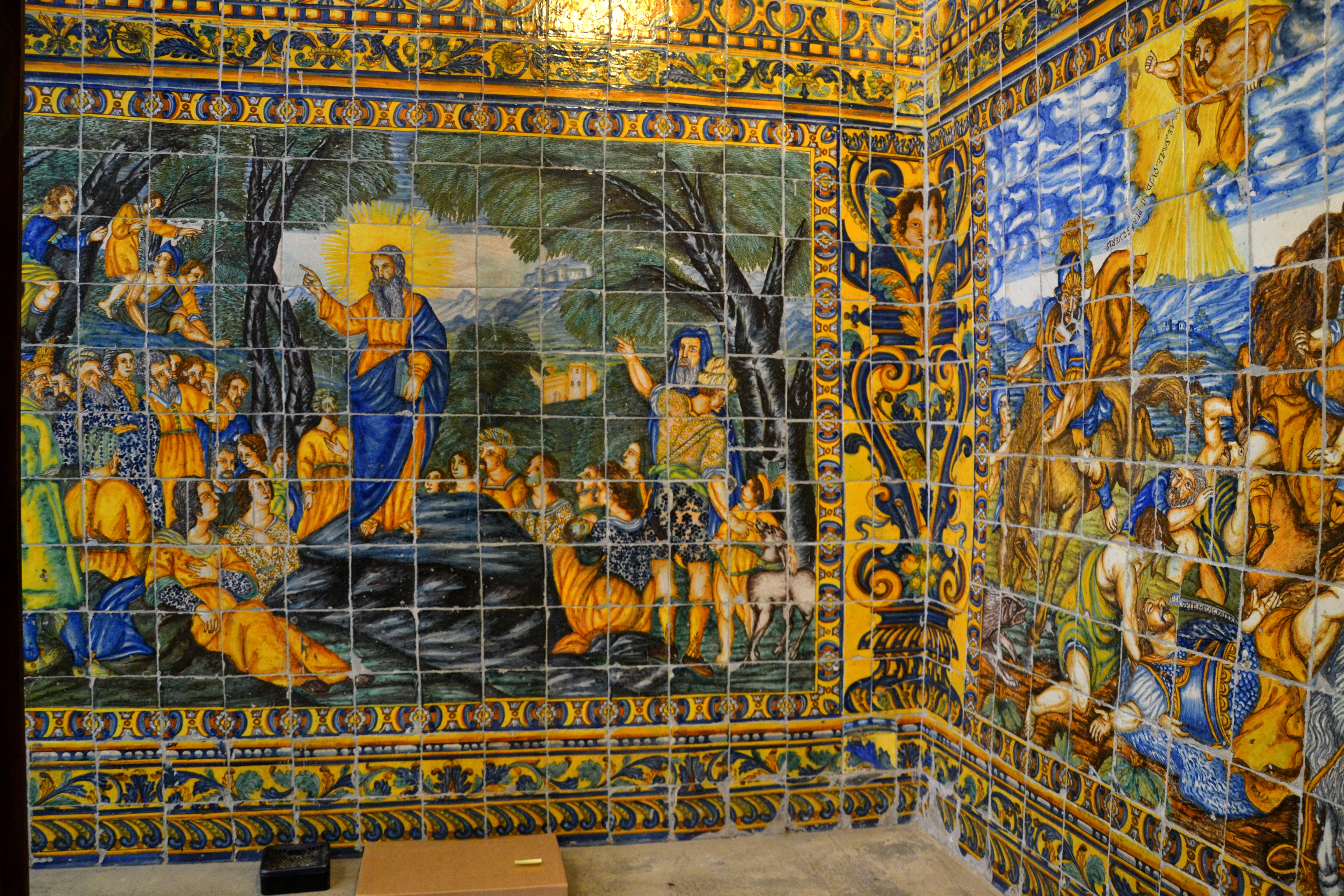
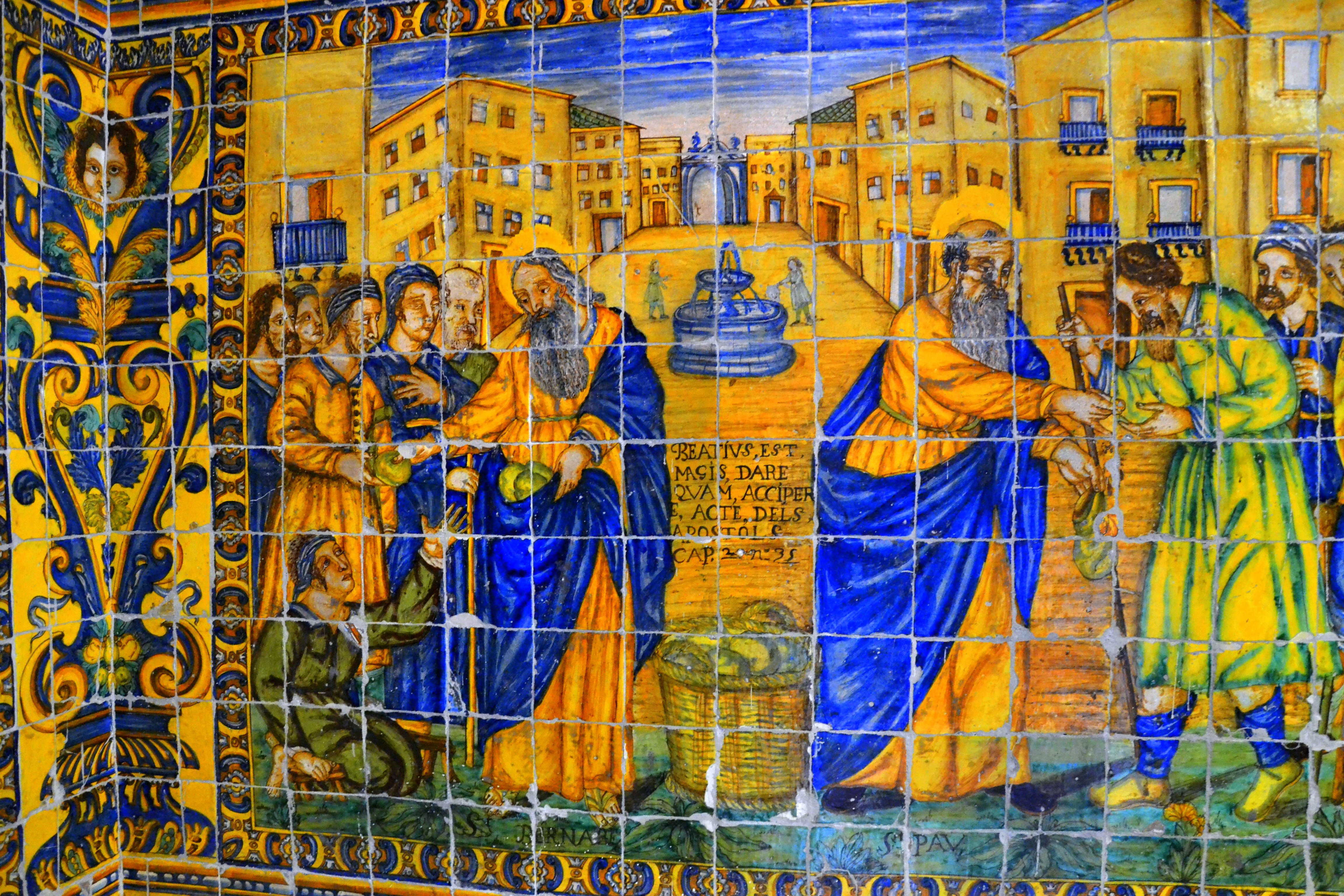
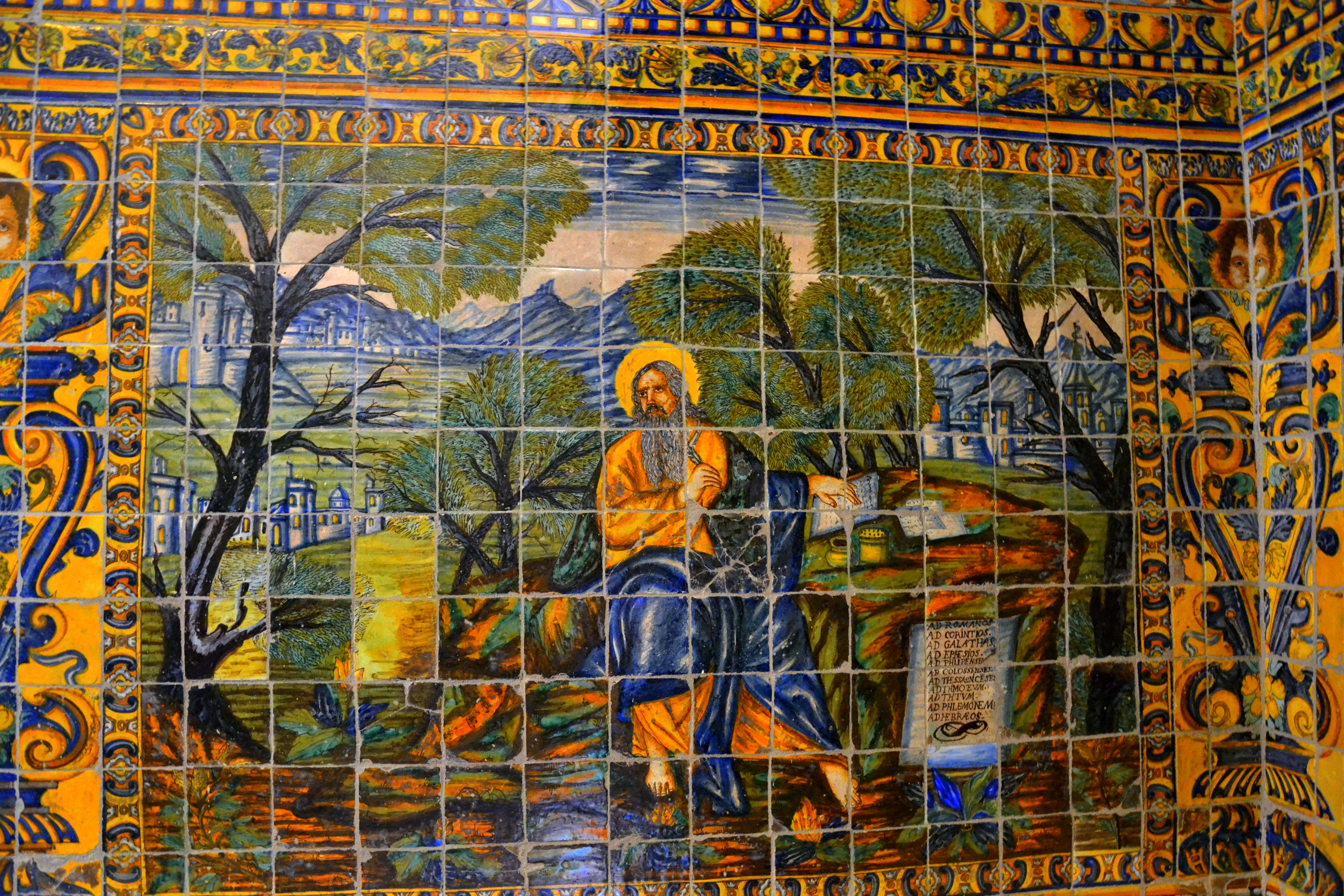
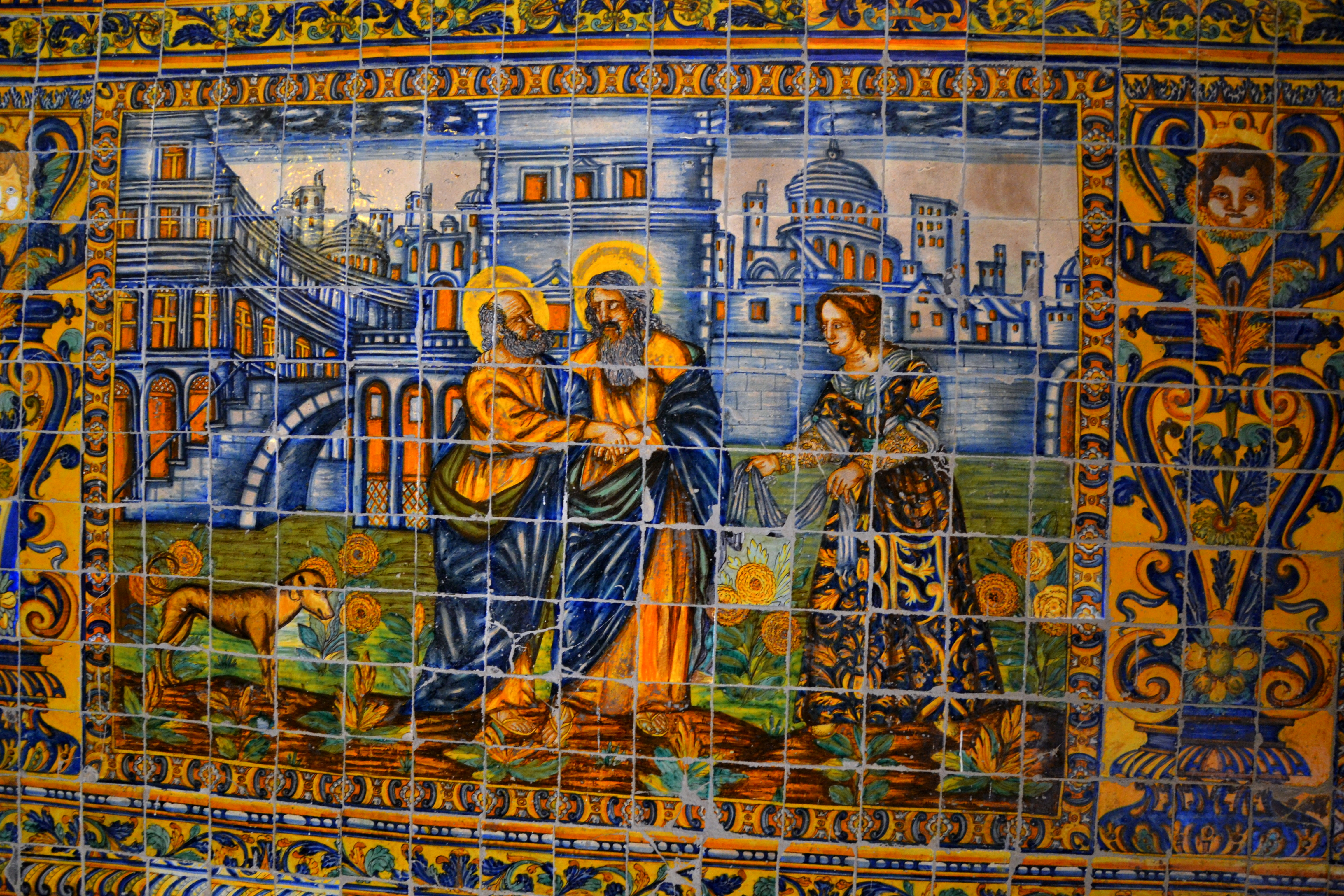
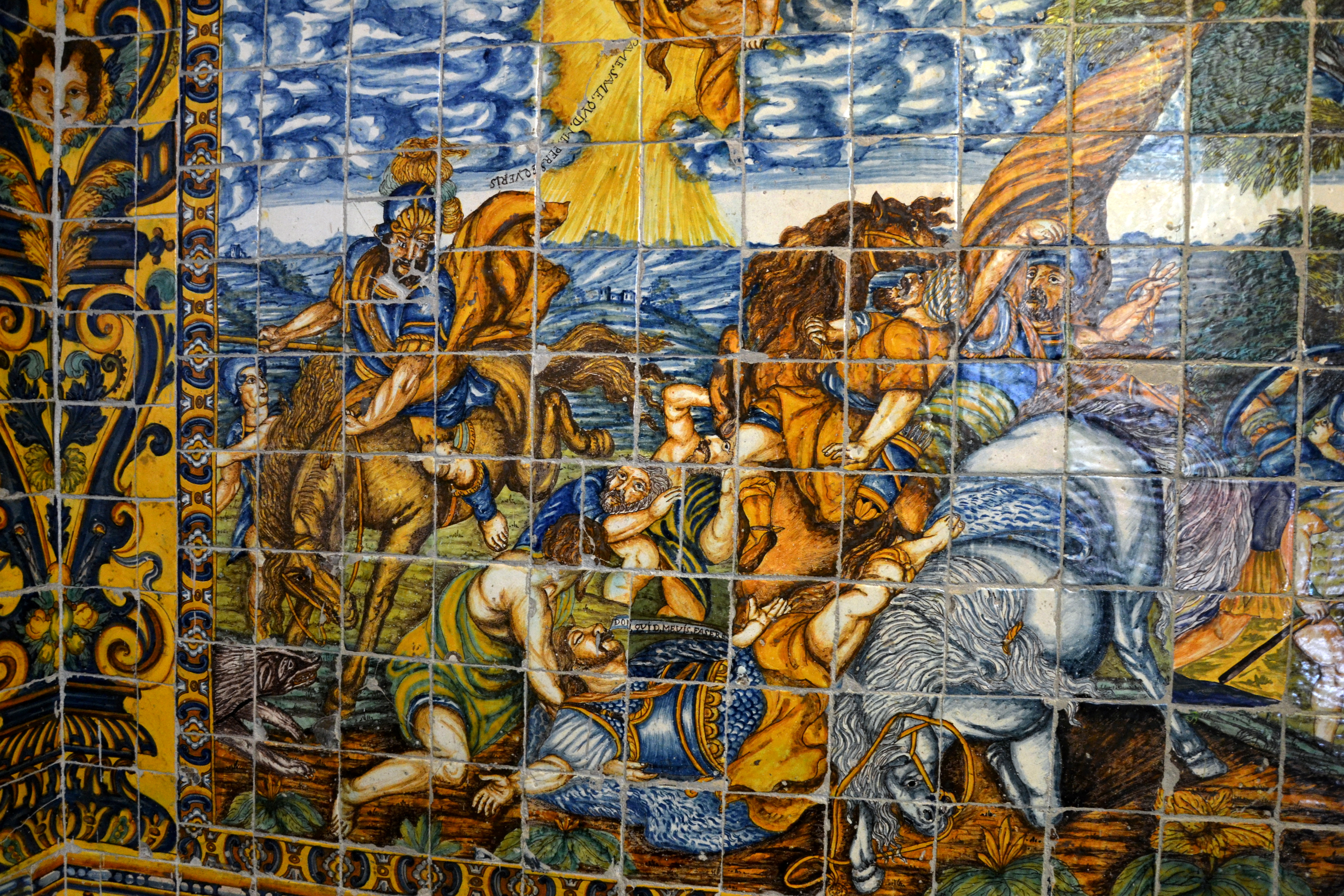
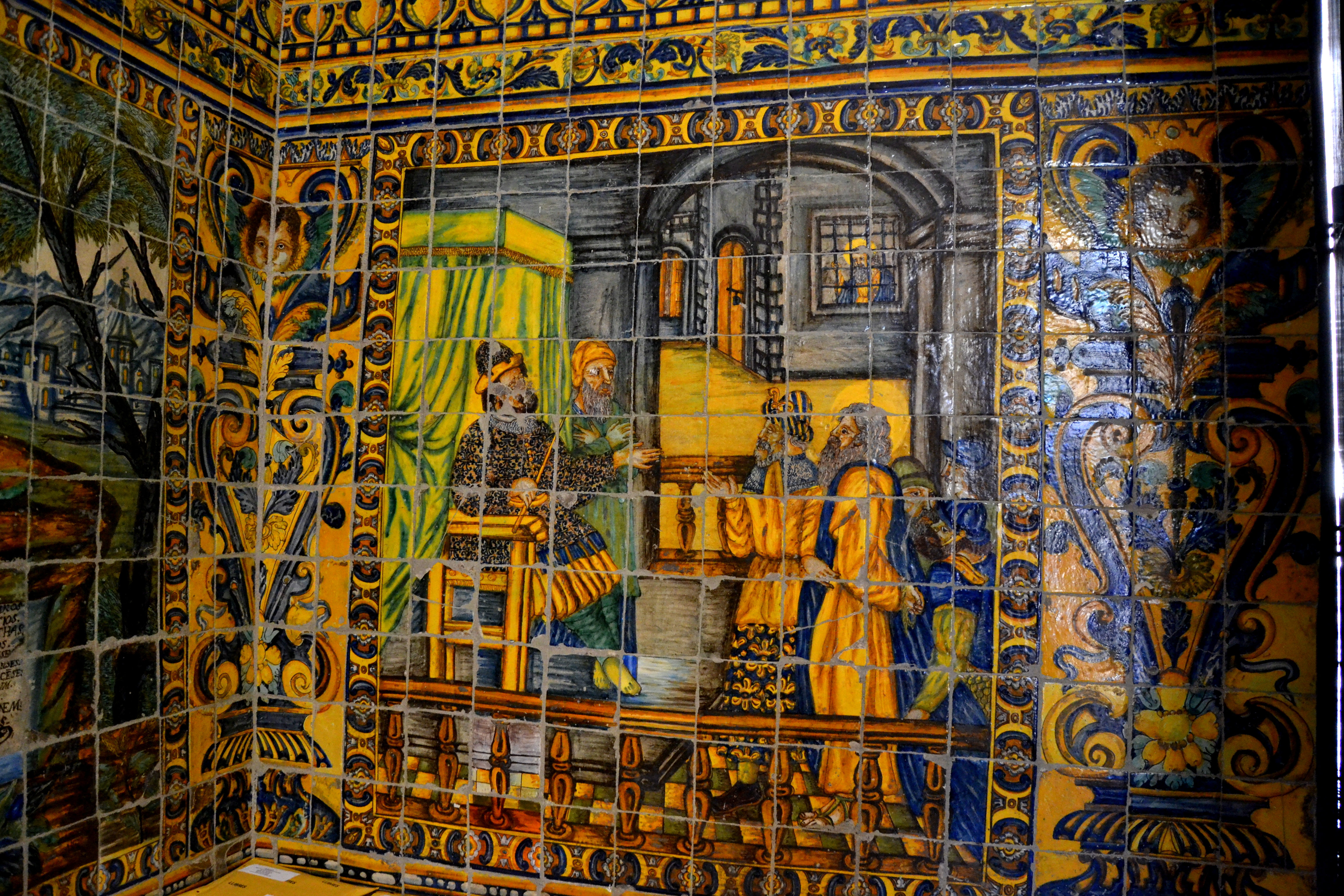
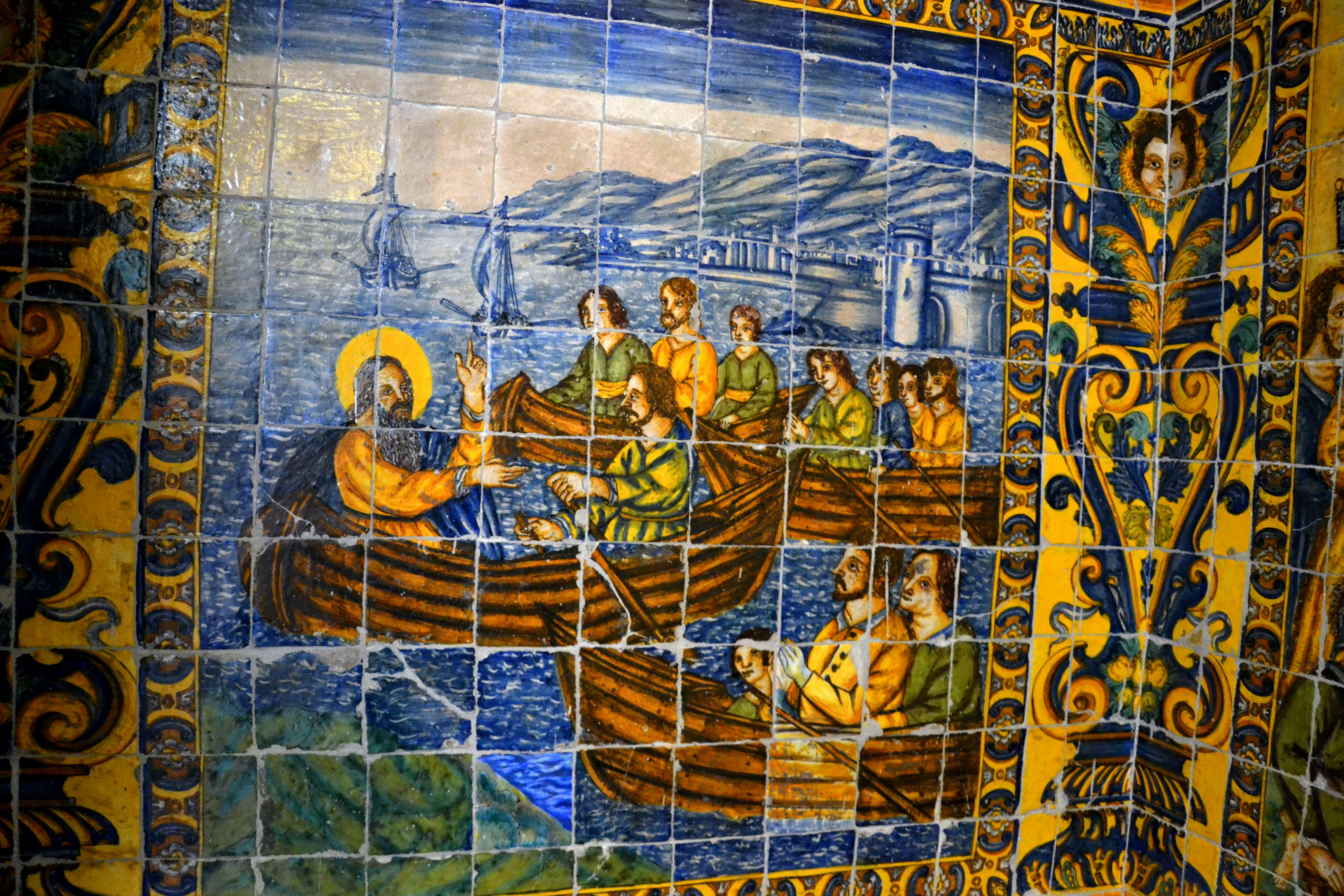